# Missionswerk Karlsruhe

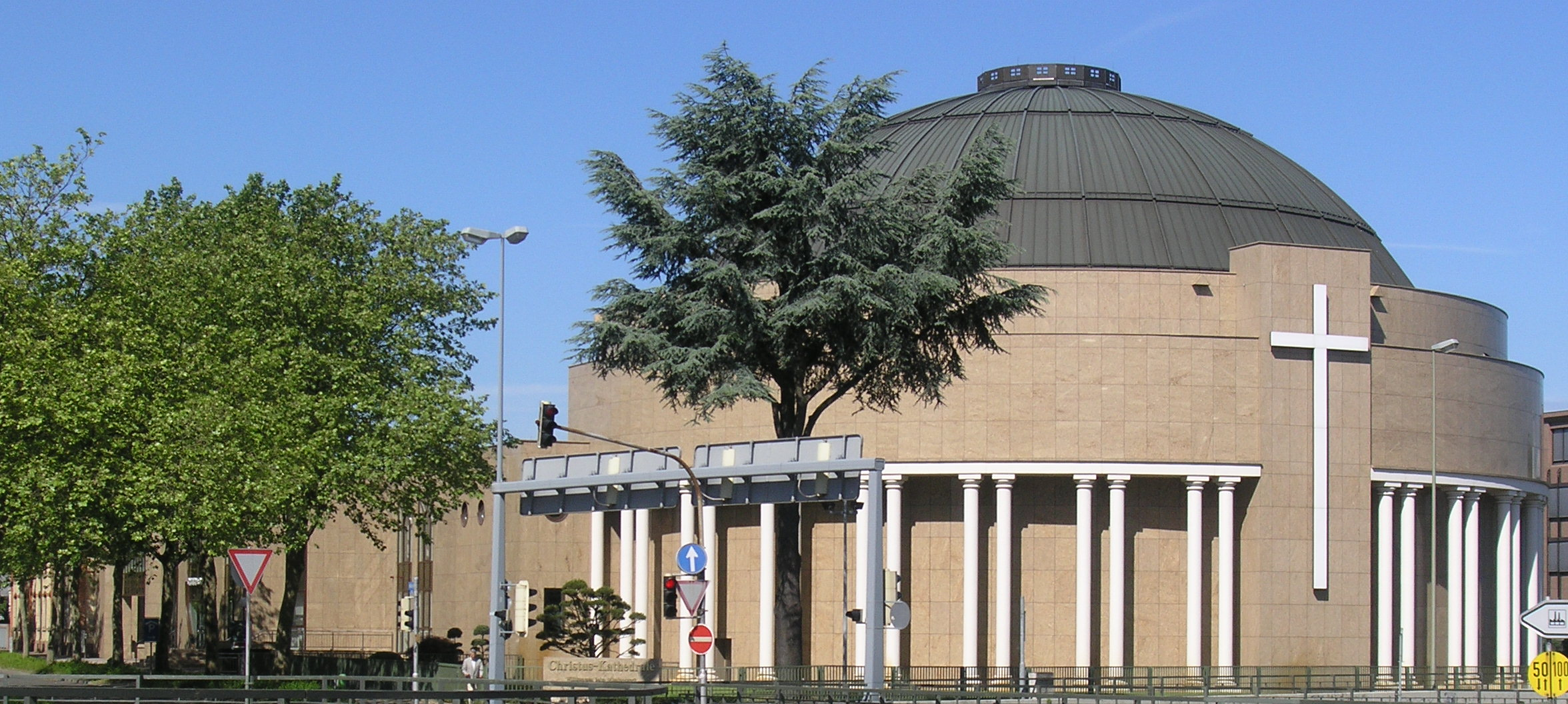
Christuskathedrale

Das Missionswerk Karlsruhe ist eine überkonfessionelle, pfingstlich geprägte Freikirche und Stiftung in Karlsruhe. Es handelt sich um eine Missionsgesellschaft, die international unter dem Slogan Hoffnung geben – Zukunft leben auftritt. Die Gemeinde gehört der Evangelischen Allianz Karlsruhe an. Als Gemeinnützige GmbH kennt sie keine (Vereins-)Mitglieder, die sich ihr zugehörig fühlenden Menschen werden „Freunde“ genannt.

## Geschichte
1945 wurde das Missionswerk von Erwin Müller gegründet und 1974 von seinem Sohn Siegfried Müller, einem ehemaligen Bauunternehmer, übernommen. Durch Kontakte mit David Yonggi Cho wurde er zum Aufbau einer Großgemeinde inspiriert. Seit 2006 ist sein Enkel Daniel Müller der Leiter. Alle drei waren bzw. sind Laienprediger. Sein Engagement konzentriert sich auf sogenannte Wunderheilungen, Evangelisation im weiteren Umkreis und mit modernen Medien, sowie Diakonie, insbesondere in Indien und Israel.
Das Missionswerk hat einen Jahresetat von drei Millionen Euro (2015), wovon etwa eine Million Euro in soziale Projekte fließen. Es beschäftigt 26 haupt- und 200 ehrenamtliche Mitarbeiter.

## Selbstverständnis
Das Missionswerk Karlsruhe sieht sich selbst als charismatische Gemeinde in Karlsruhe mit gemeinnütziger Missionsgesellschaft und überkonfessioneller Freikirche auf Grundlage der Bibel. Ihr Ziel ist die Verbreitung des christlichen Glaubens durch Evangelisation, Fernsehsendungen, Telefonandachten und andere Medien.

## Gebäude
Seine räumliche Heimat hat das Missionswerk in einem Gebäudekomplex um die Christus-Kathedrale auf dem Gelände der ehemaligen Karlsruher Möbelfabrik im Stadtteil Grünwinkel, an der Südtangente gegenüber dem Brauhaus „Kühler Krug“. Unter Einbeziehung eines älteren Gebäudes entstand der Komplex von Christuskathedrale, Johanneskapelle, Pauluskapelle und Nebenräumen. Die Christus-Kathedrale wurde im Jahr 1989 fertiggestellt. Die Fassade der Kathedrale ziert ein hohes Kreuz, das nachts mit Leuchtstofflampen beleuchtet wird. Der Kuppelbau der Kathedrale ist lichtdurchlässig. Der behindertengerecht gebaute Besucherraum bietet mit seinen Zuschauerrängen Platz für 1.800 Gottesdienstbesucher. Sie beherbergt die größte Digital-/Pfeifen-Kombinationsorgel Europas mit 113 klingenden Registern, davon sieben Pfeifenregistern.
Das Missionswerk Karlsruhe betrieb bis Anfang 2006 eine Außengemeinde im Albstädter Stadtteil Tailfingen im Zollernalbkreis, Baden-Württemberg. Dieses wurde dem christlichen Verein Tübinger Offensive Stadtmission, kurz TOS, übergeben. Nach einer Übergangsphase wurde im Mai 2006 aus der Außengemeinde das TOS Zentrum Schwäbische Alb gegründet.

## Medien
Siegfried Müller ist Autor einer Reihe von Büchern über sein Wirken und seine Lehre. Der Verlag des Missionswerkes gibt neben diesen Werken auch deutsche Übersetzungen der Werke anderer Evangelisten heraus.
Seit 1983 bietet das Missionswerk Karlsruhe eine Telefonandacht an, deren biblische Botschaft täglich aktualisiert wird.
Seit März 2006 sendet das Missionswerk Karlsruhe auch im Fernsehen. Zunächst wurde jeden Samstag und Sonntag vormittags auf dem Fernsehsender Das Vierte ein Programm ausgestrahlt. Derzeit (Stand Dezember 2023) werden Sendungen des Missionswerkes über die TV-Sender Bibel TV, Anixe+ und Rhein-Main TV übertragen. Zudem können über die Homepage die Gottesdienste fast immer in voller Länge live verfolgt werden.

## Periodika
- Freude am Leben, Monatszeitschrift (ehemals: Der Weg zur Freude).